# Опсада Сен-Малоа
Опсада Сен-Малоа је била једна од најмањих битака Стогодишњег рата. Почела је 14. августа 1378. године, а завршила се у септембру исте године.
Године 1378. Џон од Гента, је планирао да освоји град Брест и са њим читаву Нормандију и 14. августа је уништио француске бродове у луци Сен-Мало и почео опсаду, али граду је у помоћ притекла огромна француска војска под заповедништвом Оливера V де Клисона и Бертрана ду Гескелина. Енглеска војска је због глади у септембру напустила опсаду и некако са Џоном дошла у Енглеску. За овај пораз војска је оптужила Џона. Француска је у то време постала непобедива у односу на Енглеску, јер је била богатија.